# Вади-эш-Шати
Вади-эш-Шати (араб. وادي الشاطئ‎) — административный район в Ливии. Административный центр — город Адири с населением 4 611 человек (на 2010 год). Площадь — 90 244 км². Население 78 532 человек (2006 г.).

## Географическое положение
На западе Вади-эш-Шати граничит с Алжиром. Внутри страны Вади-эш-Шати граничит со следующими муниципалитетами:
- На севере: Налут, Эль-Джабал-эль-Гарби.
- На юге: Гат, Вади-эль-Хаят, Сабха.
- На востоке: Эль-Джуфра.